# 리모트뷰
리모트뷰(RemoteView)는 원거리 PC/모바일 화면 제어, 다수의 디바이스 관리, 파일 전송을 위한 원격제어 소프트웨어이다. 윈도우, 맥OS X, 리눅스, 안드로이드OS, iOS에서 이용할 수 있으며, 별도의 프로그램 설치없이 웹브라우저로 접속해서 이용도 가능하다.  아이폰, 아이패드, 안드로이드 폰, 윈도 모바일 폰 계열의 모바일 기기로 다른 기기도 원격 제어할 수 있다.

## 주요 기능
- 실시간 다중 PC 화면 모니터링 및 제어
- 단말기 정보 및 네트워크 상태 체크
- 무인 단말기의 전원(ON/OFF/RESET)제어
- 실행 중인 프로세스 컨트롤
- Drag & Drop 파일 송수신
- 원격 히스토리 기록
- 화면 캡처 및 녹화